# Liga Nacional de Futsal Argentina 2018
La Liga Nacional de Futsal Argentina 2018 fue la edición inaugural de este certamen, organizado por la Asociación del Fútbol Argentino. La competición se realizó en Ushuaia.
Los dirigentes del Futsal, la Comisión de Desarrollo y el Consejo Federal del Fútbol Argentino trabajaron durante varios meses en la organización de este torneo, que nace con el objetivo de avanzar en la profesionalización de la disciplina y el crecimiento del deporte en todo el país. El técnico de la Selección Nacional, Diego Giustozzi, quien se ha convertido en promotor y embajador de la nueva competencia, recorrió varias provincias del país para realizar reuniones con los representantes de las distintas ligas, hasta concretar este proyecto, que cuenta con el respaldo de FIFA y Conmebol. El certamen, que forma parte del desarrollo impulsado por AFA a partir del título conseguido en la Copa del Mundo Colombia 2016, involucró a 120 equipos de 27 ligas, representando a 13 provincias, agrupadas en seis regiones de juego.
El certamen consagró campeón a Villa La Ñata, tras vencer por 3 a 2 a Boca Juniors en la final, clasificando al repechaje por una plaza en la Copa Libertadores 2019.

## Sistema de disputa
El formato para esta primera edición de la competencia prevé tres fases (Provincial, Regional y Nacional) a disputarse entre abril y diciembre de 2018.
La Fase Provincial la jugarán seis equipos que clasificarán de sus respectivas Ligas, se enfrentarán a una rueda de partidos todos contra todos, y luego los cuatro mejores se cruzarán en un Playoffs a partido único. Los dos ganadores avanzarán a la siguiente instancia.
La Fase Regional estará dividida en seis zonas, con formato de etapa de grupos y Playoffs, y entregará once cupos a la próxima etapa con el siguiente detalle:
- Capital Federal (Metropolitana): 3
- Patagonia: 2
- Cuyo: 2
- Centro: 2
- Noroeste: 1
- Buenos Aires (interior): 1

El duodécimo lugar será para el organizador de la Fase Nacional, que en caso de ser de una provincia cuyo equipo ya está clasificado, sumará un cupo para la región Buenos Aires (interior).
La Fase Nacional se jugó en una Provincia organizadora, durará entre cinco y seis días, con un formato de tres grupos de cuatro equipos, donde los tres primeros y el mejor segundo avanzarán a semifinales buscando al campeón de la LNFA.
Se jugó de marzo a diciembre con 120 equipos y dividida en tres etapas. La fase final se disputó con doce equipos, de los cuales tres fueron clasificados de los certámenes organizados directamente por la AFA.

## Equipos participantes
| Equipo                      | Localidad     | Vía de clasificación                                         |
| --------------------------- | ------------- | ------------------------------------------------------------ |
| Ateneo                      | Ushuaia       | Organizador y clasificado de la Fase Regional Patagonia      |
| Boca Juniors                | Buenos Aires  | Campeón de la Supercopa 2018                                 |
| Camioneros                  | Río Grande    | Ganador de la Fase Regional Patagonia                        |
| El Porvenir                 | Formosa       | Ganador de la Fase Regional Noreste                          |
| Gimnasia y Esgrima La Plata | La Plata      | Ganador de la Fase Regional Buenos Aires                     |
| Huarpes                     | San Juan      | Ganador de la Fase Regional Cuyo                             |
| Jockey Club                 | Rosario       | Ganador de la Fase Regional Centro                           |
| La Gloria                   | San Juan      | Clasificado de la Fase Regional Cuyo                         |
| River Plate                 | Mar del Plata | Clasificado de la Fase Regional Buenos Aires                 |
| Rosario Central             | Rosario       | Clasificado de la Fase Regional Centro                       |
| San Lorenzo de Almagro      | Buenos Aires  | Campeón de Primera División 2018 y de la Copa Argentina 2018 |
| Villa La Ñata               | Dique Luján   | Subcampeón de Primera División 2018                          |

## Fase de grupos

### Grupo A
| Equipo                      | Pts. | PJ | PG | PE | PP | GF | GC | Dif. |
| --------------------------- | ---- | -- | -- | -- | -- | -- | -- | ---- |
| Boca Juniors                | 9    | 3  | 3  | 0  | 0  | 28 | 4  | +24  |
| Gimnasia y Esgrima La Plata | 6    | 3  | 2  | 1  | 0  | 21 | 7  | +14  |
| Ateneo (U)                  | 3    | 3  | 1  | 0  | 2  | 8  | 29 | –21  |
| La Gloria (SJ)              | 0    | 3  | 0  | 1  | 2  | 7  | 24 | –17  |

|  | Clasificado a la fase final. |
|  | Tabla de segundos.           |

### Grupo B
| Equipo          | Pts. | PJ | PG | PE | PP | GF | GC | Dif. |
| --------------- | ---- | -- | -- | -- | -- | -- | -- | ---- |
| Villa La Ñata   | 9    | 3  | 3  | 0  | 0  | 19 | 12 | +7   |
| Jockey Club (R) | 6    | 3  | 2  | 1  | 0  | 12 | 3  | +9   |
| Camioneros (RG) | 3    | 3  | 1  | 0  | 2  | 10 | 14 | –4   |
| El Porvenir (F) | 0    | 3  | 0  | 1  | 2  | 11 | 23 | –12  |

|  | Clasificado a la fase final. |
|  | Tabla de segundos.           |

### Grupo C
| Equipo                 | Pts. | PJ | PG | PE | PP | GF | GC | Dif. |
| ---------------------- | ---- | -- | -- | -- | -- | -- | -- | ---- |
| San Lorenzo de Almagro | 9    | 3  | 3  | 0  | 0  | 28 | 4  | +24  |
| Rosario Central        | 3    | 3  | 1  | 0  | 2  | 10 | 13 | –3   |
| River Plate (MdP)      | 3    | 3  | 1  | 0  | 2  | 11 | 22 | –11  |
| Huarpes (SJ)           | 3    | 3  | 1  | 0  | 2  | 9  | 19 | –10  |

|  | Clasificado a la fase final. |
|  | Tabla de segundos.           |

### Tabla de segundos
| Equipo                      | Pts. | PJ | PG | PE | PP | GF | GC | Dif. |
| --------------------------- | ---- | -- | -- | -- | -- | -- | -- | ---- |
| Gimnasia y Esgrima La Plata | 6    | 3  | 2  | 1  | 0  | 21 | 7  | +14  |
| Jockey Club (R)             | 6    | 3  | 2  | 1  | 0  | 12 | 3  | +9   |
| Rosario Central             | 3    | 3  | 1  | 0  | 2  | 10 | 13 | –3   |

|  | Clasificado a la fase final. |

## Fase final

### Cuadro de desarrollo
|  | Semifinales | Semifinales                 | Semifinales   |               |              | Final                       | Final                       | Final        |  |
|  |             |                             |               |               |              |                             |                             |              |  |
|  |             |                             |               |               |              |                             |                             |              |  |
|  | A           | Boca Juniors                | 4             |               |              |                             |                             |              |  |
|  | A           | Boca Juniors                | 4             |               |              |                             |                             |              |  |
|  | 2           | Gimnasia y Esgrima La Plata | 2             |               |              |                             |                             |              |  |
|  | 2           | Gimnasia y Esgrima La Plata | 2             |               | Boca Juniors | Boca Juniors                | 2                           |              |  |
|  |             |                             |               |               | Boca Juniors | Boca Juniors                | 2                           |              |  |
|  |             |                             | Villa La Ñata | Villa La Ñata | 3            |                             |                             |              |  |
|  | B           | San Lorenzo de Almagro      | Villa La Ñata | Villa La Ñata | 3            | 2                           |                             |              |  |
|  | B           | San Lorenzo de Almagro      |               |               |              | 2                           |                             |              |  |
|  | C           | Villa La Ñata               | 6             |               |              | Tercer lugar                | Tercer lugar                | Tercer lugar |  |
|  | C           | Villa La Ñata               | 6             |               |              | Tercer lugar                | Tercer lugar                | Tercer lugar |  |
|  |             |                             |               |               |              |                             |                             |              |  |
|  |             |                             |               |               |              | San Lorenzo de Almagro      | San Lorenzo de Almagro      | 3            |  |
|  |             |                             |               |               |              | San Lorenzo de Almagro      | San Lorenzo de Almagro      | 3            |  |
|  |             |                             |               |               |              | Gimnasia y Esgrima La Plata | Gimnasia y Esgrima La Plata | 1            |  |
|  |             |                             |               |               |              | Gimnasia y Esgrima La Plata | Gimnasia y Esgrima La Plata | 1            |  |
|  |             |                             |               |               |              |                             |                             |              |  |

### Semifinales
| 15 de diciembre | Boca Juniors                      | 4:2 | Gimnasia y Esgrima La Plata | Microestadio José Vargas, Ushuaia |  |
| 17:00           | Edelstein · Giménez · A. Vaporaki |     | Suárez · Palahy             |                                   |  |

| 15 de diciembre | San Lorenzo de Almagro | 2:6 | Villa La Ñata                              | Microestadio José Vargas, Ushuaia |  |
| 19:00           | Bolo · Baisel          |     | Persec · I. Brizuela · Carnevale · Ramírez |                                   |  |

### Tercer puesto
| 16 de diciembre | San Lorenzo de Almagro        | 3:1 | Gimnasia y Esgrima La Plata | Microestadio José Vargas, Ushuaia |  |
| 15:30           | Bottini · Quintairós · Vargas |     | Mendoza                     |                                   |  |

### Final
| 16 de diciembre | Boca Juniors | 2:3 | Villa La Ñata | Microestadio José Vargas, Ushuaia |  |
| 18:00           |              |     |               |                                   |  |

|                                   |
|                                   |
| Campeón Villa La Ñata 1.er título |